# I Puffi - Viaggio nella foresta segreta
I Puffi - Viaggio nella foresta segreta (Smurfs: The Lost Village) è un film d'animazione del 2017 diretto da Kelly Asbury.

## Trama
Puffetta scorge tra i cespugli gli occhi di una creatura simile a lei. Contravvenendo alle raccomandazioni del Grande Puffo, andrà alla sua ricerca scavalcando il muro che porta alla foresta proibita in cui si cela un misterioso villaggio. Quattrocchi, Tontolone e Forzuto la seguiranno, fino a scoprire una popolazione di Puffi-femmina governata dal loro capo, la saggia Mirtilla. Tuttavia, anche il malvagio Gargamella, insieme al suo gatto Birba e all'avvoltoio Monty sono sulle loro tracce.

## Personaggi
I protagonisti del film sono: Puffetta, Quattrocchi, Tontolone e Forzuto. Sono presenti anche Grande Puffo, Burlone, Impiccione, Schizzato, Puffo Karate, Inventore, Vanitoso, Contadino, Pittore, Panettiere, Mago, Sub, Poliziotto, Brontolone.
Altri Puffi introdotti dal film sono: Credulone (vittima ideale di Burlone), Vincente e Perdente (due Puffi che giocano a dama), Strizzapuffo (psichiatra che indossa occhiali a mezzaluna), Mangiatavoli (Puffo che passa il tempo a mordicchiare un tavolo). Appaiono brevemente anche: Pescatore, Mimo, Postino, Lavandaio, Puffo Volante, Golosone, Poeta, Stonato.
Tra le misteriose Puffe governate da Mirtilla, vanno ricordate Gigliola, Bocciolina e Tempesta. Gli antagonisti sono Gargamella e Birba, accompagnati per la prima volta dall'avvoltoio Monty.

## Produzione
Il 10 maggio 2012, due settimane dopo che era stata annunciata la produzione de I Puffi 2, viene rivelato che Karey Kirkpatrick and Chris Poche stavano scrivendo la sceneggiatura per un terzo capitolo della serie. Hank Azaria, interprete di Gargamella nei primi due film, disse che il terzo film: "avrebbe probabilmente riportato alle vere origini de I Puffi".
Nel marzo 2014 viene rivelato che il film sarebbe stato diretto da Kelly Asbury. Il 14 giugno 2015 viene distribuita una locandina con titolo del film Get Smurfy, cambiato in seguito in Smurfs: The Lost Village.

## Colonna sonora
La colonna sonora del film è stata composta da Christopher Lennertz; la conferma ufficiale di ciò è arrivata nell'ottobre del 2016. Nel dicembre dello stesso anno, Meghan Trainor dichiara di aver composto la canzone I'm a Lady per il film, pubblicata poi come un singolo.
Nella versione italiana, Cristina D'Avena, oltre a dare la voce al personaggio di Mirtilla (doppiata in originale da Julia Roberts), canta il brano inedito Noi Puffi siam così, realizzato appositamente come canzone ufficiale italiana del lungometraggio e presente come sigla finale sia nella trasmissione al cinema che nell'edizione in home video; nella trasmissione televisiva del film, non è stata utilizzata.

## Promozione
Il film doveva inizialmente essere distribuito il 14 agosto 2015, ma il 1º agosto 2014 la pellicola venne rimandata al 5 agosto 2016. Successivamente, la data di distribuzione è stata ulteriormente posticipata al 31 marzo 2017 e, infine, al 7 aprile 2017.
Il trailer ufficiale del film è stato distribuito il 21 settembre 2016, mentre quello italiano il 22 novembre dello stesso anno. La pellicola viene distribuita in Italia dal 6 aprile 2017.

## Accoglienza

### Critica
Su Rotten Tomatoes il film ha una percentuale di gradimento del 40% basato su 97 recensioni, con un voto medio di 4,4 su 10. Su Metacritic ottiene un punteggio di 40 su 100 basata su 20 recensioni.
Alonzo Duralde di TheWrap scrive che: «È sorprendente che due sceneggiatrici femminili abbiano preso un personaggio che esisteva principalmente per essere carino e seducente [Puffetta] e siano riuscite a trasformarlo in un membro a pieno titolo di questo universo [dei Puffi]».
Anche Owen Glieberman di Variety ha un giudizio favorevole, scrive infatti che: «Si tratta di pura fantasia digitale, con animazioni eleganti, più fedele allo spirito dei Puffi, che rispecchia perfettamente».
Frank Scheck, dell'Hollywood Reporter, non ha un giudizio completamente positivo per il film, che per lui è: «Uno sforzo mediocre, che riesce comunque nel suo obiettivo di mantenere in vita i personaggi blu per scopi commerciali futuri».